# Diaenobunus armatus
Genre
Espèce
Diaenobunus armatus, unique représentant du genre Diaenobunus, est une espèce d'opilions laniatores de la famille des Triaenonychidae.

## Distribution
Cette espèce est endémique de Nouvelle-Calédonie.

## Description
Le mâle syntype mesure 4 mm et la femelle syntype 6 mm

## Publication originale
- Roewer, 1915 : « Die Familie der Triaenonychidae der Opiliones - Laniatores. » Archiv für Naturgeschichte, sér. A, vol. 80, no 12, p. 61–168 (texte intégral).